# Cowboys from Hell
Cowboys from Hell este al cincilea album al formației americane de heavy metal/groove metal, Pantera. A fost lansat pe data de 24 iulie, 1990, și este una dintre cele mai brutale albume heavy metal ale tuturor timpurilor. Sunt reamintite piesele Cowboys from Hell, și Cemetery Gates.